# César Millán
César Felipe Millán Favela (Culiacán, Sinaloa; 27 de agosto de 1969) es un entrenador canino mexicano-estadounidense. Ha protagonizado varias series de televisión  como El encantador de perros, y es también coautor de los múltiples libros El camino de César, Sé el líder de la manada y Un miembro de la familia, sobre cómo entender y tratar algunos problemas caninos. 
La rehabilitación canina es la principal profesión de Millán, la cual está retratada en sus programas a través de casos reales de dueños con sus mascotas. Según comenta en su libro Cesar's Way, creció en una granja con perros. A mediados de la década de 1990 inauguró el Centro Psicológico Canino. El interés más fuerte de César Millán es la rehabilitación de perros agresivos y siente un cariño especial por lo que él llama "razas poderosas", como pit bull, rottweiler, dóberman y pastor alemán.

## Biografía
Es hijo de Felipe Millán Guillén y María Teresa Favela. Millán comenta que quien más influyó en su decisión de convertirse en entrenador de perros fue su abuelo paterno Teodoro Millán Angulo. En su libro, César Millán declara que en cada perro que ve, el espíritu de su abuelo está presente.
César Millán pasó la mayor parte de su infancia en la granja donde trabajaba su abuelo en Mazatlán, Sin. El trabajo de su abuelo era cuidar a docenas de vacas, transportándolas hasta el agua y por los pastizales cada día. Vivían en una casa pequeña hecha de ladrillo y arcilla, con sólo cuatro cuartos y sin agua potable, pero dice que él nunca llegó a sentirse pobre, al contrario, consideró la granja como un paraíso. Se fascinó con todos los animales desde temprana edad, pero se enfocó y pasó la mayor parte del tiempo observando el comportamiento de las manadas, de perros de granja y cómo trabajaban los mismos dentro de ella. También ayudaba a su abuelo a reunir a las vacas, o protegía a los miembros de la familia de animales agresivos. Millán apunta que esos perros nunca necesitaron entrenamiento u órdenes especiales, o ser premiados con galletas; ellos sólo hacían el trabajo de acuerdo con las necesidades en su estado natural. Comenta que aquellos perros de granja fueron realmente sus maestros en el arte y ciencia de la psicología canina.
Millán se dio cuenta también de que el comportamiento de las manadas cambia en diferentes granjas. En algunas manadas los perros pueden pelear de vez en cuando por llegar a ser el líder del grupo y su predominio, mientras el dueño simplemente los observa. Sin embargo los perros de la granja de su abuelo nunca discutieron el mando de esta manera, su abuelo siempre se mantenía tranquilo, asertivo, naturalmente asumiendo el papel de líder de la manada. Esto es uno de los principales principios de la filosofía de César Millán hoy. 
Con 21 años de edad, inmigró a Estados Unidos. Sin apenas hablar inglés, consiguió un primer trabajo de peluquero canino, y conoció a Jada Pinkett Smith. Ambos se hicieron amigos y Jada le pagó durante un año un profesor para que aprendiera inglés. Desde entonces, mantienen una buena amistad y Jada es la vicepresidenta de la César Millan Foundation.
El 2 de diciembre de 2011 Millán estrenó en el canal español de televisión Cuatro, en horario nocturno, su nuevo programa llamado El líder de la manada, donde ayuda a buscar un hogar a perros abandonados.

## Vida personal
En 1994 contrajo matrimonio con Ilusión Wilson. Tuvieron dos hijos, André (n. 1995) y Calvin (n. 2001) y se divorciaron en junio de 2010. Desde 2016, está comprometido con la estilista Jahira Dar.

## Programas de televisión
- El encantador de perros (2004-2012)
- El líder de la manada (2011-2012)
- César 911 o César al rescate (2014)
- César 911: Asia
- César Millán: nación canina o Día de perros
- César Millán: Love My Pit Bull (2014)
- César Millán: Viva Las Vegas (2015)
- Mutt & Stuff (2015-2016)
- César Millán Live!

## Publicaciones
- Millán, César; Peltier, Melissa Jo (2007). Cesar's Way: The Natural, Everyday Guide to Understanding and Correcting Common Dog Problems (en inglés). Nueva York: Three Rivers Press. ISBN 978-0307337979.
- Millán, César (2007). Be the Pack Leader: Use Cesar's Way to Transform Your Dog . . . and Your Life (en inglés). Nueva York: Three Rivers Press. ISBN 978-0307381675.
- Millán, César (2008). A Member of the Family: Cesar Millan's Guide to a Lifetime of Fulfillment with Your Dog (en inglés). Nueva York: Three Rivers Press. ISBN 978-0307408914.
- Millán, César (2009). How to Raise the Perfect Dog: Through Puppyhood and Beyond (en inglés). Nueva York: Three Rivers Press. ISBN 978-0307461292.
- Millán, César; Peltier, Melissa Jo (2011). Cesar's Rules: Your Way to Train a Well-Behaved Dog (en inglés). Nueva York: Crown Archetype. ISBN 978-0307716866.
- Millán, César (2011). ¿Cómo criar al perro perfecto?. Madrid. ISBN 9788466315470.
- Millán, César; Peltier, Melissa Jo (2008). El líder de la manada. Madrid. ISBN 9788466323277.

## DVD
- People Training for Dogs (El entrenamiento de personas para perros)
- Becoming a Pack Leader (Convirtiéndose en líder de la manada)
- Your New Dog: First Day and Beyond (Su perro nuevo: Primer día y más allá)
- Sit and Stay, the Cesar Way (Siéntate y Espera, a la manera de César)
- Common Canine Misbehaviors (Malos comportamientos caninos comunes)
- Raising the Perfect Puppy (Criando al cachorro perfecto)
- Dog Whisperer with Cesar Millan - The Complete First Season, 2006
- Dog Whisperer with Cesar Millan - The Complete Second Season, 2007
- Dog Whisperer with Cesar Millan - The Complete Third Season, 2008
- Dog Whisperer with Cesar Millan - The Complete Fourth Season, Volume 1, 2010
- Dog Whisperer with Cesar Millan - The Complete Fourth Season, Volume 2, 2010
- Dog Whisperer with Cesar Millan - The Complete Fifth Season, 2011